# Pałac w Strzelcach (powiat świdnicki)
Pałac w Strzelcach – zabytkowy pałac z XIX w. we wsi Strzelce (powiat świdnicki), w Polsce, w województwie dolnośląskim, w gminie Marcinowice.

## Historia
Obiekt jest częścią zespołu pałacowego, w skład którego wchodzi jeszcze park z XVIII-XIX w.